# Pardosa paludicola
Pardosa paludicola là một loài nhện trong họ Lycosidae.
Loài này thuộc chi Pardosa. De veenwolfspin được Carl Alexander Clerck miêu tả năm 1757.